# Trichouropodella paraguayensis
Trichouropodella paraguayensis es una especie de arácnido del orden Mesostigmata de la familia Uropodidae.

## Distribución geográfica
Se encuentra en Paraguay.